# Eran Asante
Eran Moshe Asante Asare (in ebraico ערן אסנטי‎?; Hadera, 9 giugno 1988) è un ex cestista israeliano.